# Cantón de Aniane
El cantón de Aniane era una división administrativa francesa, que estaba situada en el departamento de Hérault y la región de Languedoc-Rosellón.

## Composición
El cantón estaba formado por siete comunas:
- Aniane
- Argelliers
- La Boissière
- Montarnaud
- Puéchabon
- Saint-Guilhem-le-Désert
- Saint-Paul-et-Valmalle

## Supresión del cantón de Aniane
En aplicación del Decreto n.º 2014-258 de 26 de febrero de 2014, el cantón de Aniane fue suprimido el 22 de marzo de 2015 y sus 7 comunas pasaron a formar parte del nuevo cantón de Gignac.